# Місяць Бароди
Місяць Бароди — діамант вагою 24.04 карата (4.808 г), знайдений у Вадодарі (Барода), Індія. Жовтого кольору у форму груші. До огранювання мав 25,95 карат. Відомий з XV ст.
Спочатку належав  махараджі південноіндійського князівства Бароди, Згодом був у французької королеви Марії-Антуанетти та австрійської імператриці Марії-Терезії.
У 1943 році алмаз купив президент ювелірного будинку Meyer Jewellery Company Маєр Розенбаум. З його дозволу Мерілін Монро носила у фільмі Джентльмени віддають перевагу білявкам.
У 2018 році проданий за 1,339 мільйона доларів США як центральним лотом на аукціоні Крістіз у Гонконзі.